# Fort de Santa-Cruz (Oran)
Pour les articles homonymes, voir Fort de Santa Cruz.
Le fort de Santa-Cruz est un fort situé à Oran, en Algérie. Érigé par les Espagnols entre 1577 et 1604. Le fort a été le théâtre de combats sanglants opposant les Algériens aux Espagnols. Ce fort se situe sur la crête du massif de l'Aïdour. Sa situation en faisait alors un point stratégique.

## Histoire
La ville d'Oran est occupée par les Espagnols depuis 1505. En 1509, un poste de défense élémentaire est construit par les Espagnols sur la montagne du Murdjajo. Le marquis de Santa Cruz, alors gouverneur de la ville, décide en 1563 de la construction d'un fort sur le Murdjajo.
Le fort de Santa-Cruz est construit entre 1577 et 1604 par les Espagnols sur les hauteurs du mont Murdjajo, qui dont la vue domine la ville. Le fort est sur la crête du mont à 400 mètres d'altitude.
Le fort est destiné à loger les soldats. Le général espagnol et gouverneur d'Oran, avaient des appartements. Le fort dispose de trois réservoirs d'eau de pluie, le plus grand avait une capacité de 300 000 litres.
Le fort de Santa Cruz a subi plusieurs attaques, parfois destructives. En 1708, le fort est pris d'assaut après deux jours de siège, par Mustapha Bouchelaghem, sa petite garnison est faite prisonnière. Il en fait sauter une partie du fort mais en vain, et Bouchelarghem renonce à reprendre Oran, et bat en retraite sur Mostaganem. En 1735, le fort est rasé à l'exception du ravelin.

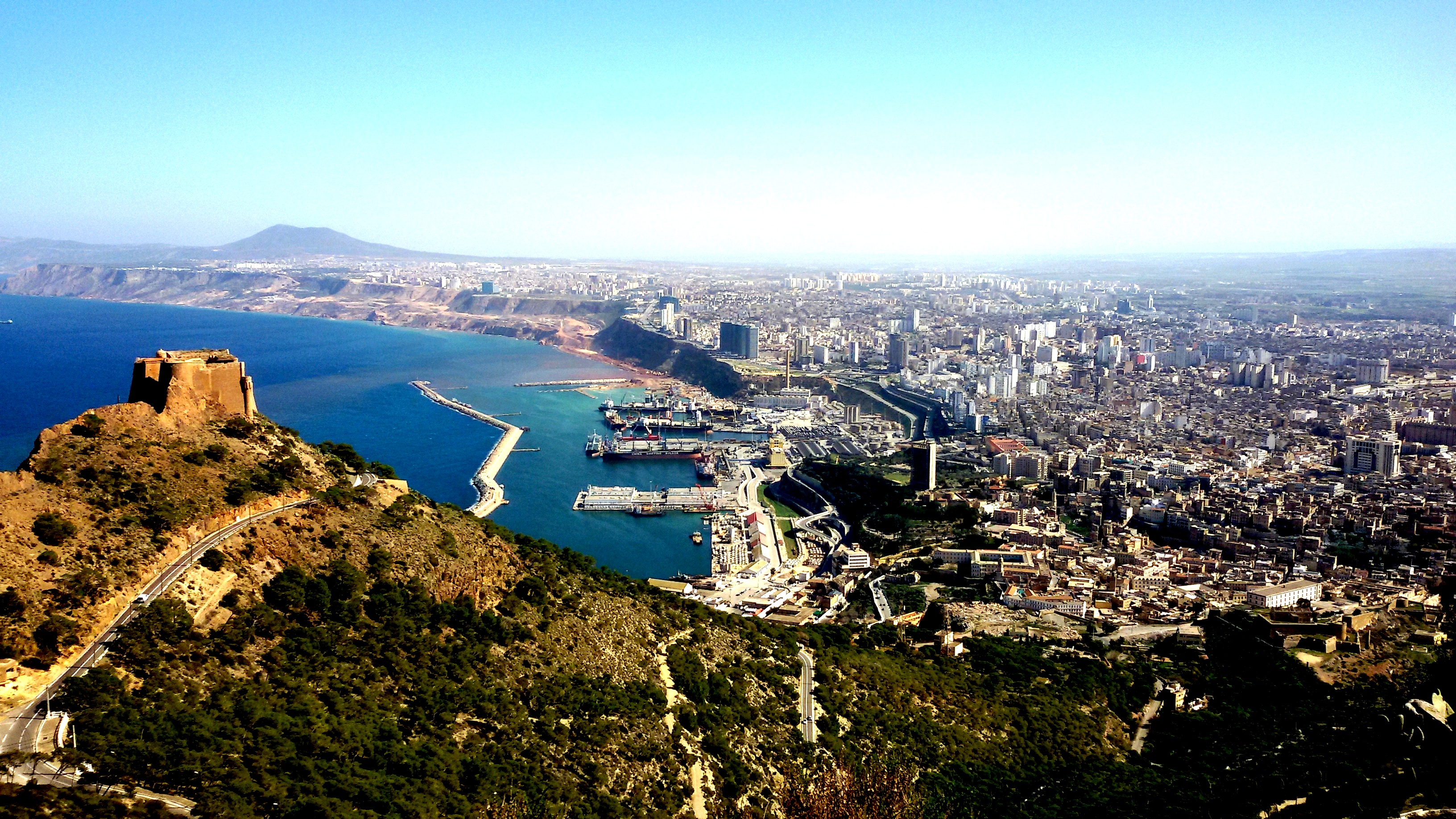
Vue panoramique du fort et de la ville d'Oran avec la baie.

En 1738, le fort de Santa-Cruz est entièrement reconstruit sous José Vallejo. Érigé en forteresse qui n'ayant comme entrée un pont-levis, le fort au sud-ouest est entouré par un large fossé de 10 mètres de profondeur et 8 m de large. En 1770, Hontabat élabore un plan pour isoler le fort de la Mesata. Il l'abandonne à la suite des attaques répétées de la Régence d'Alger.
En 1790, Oran est reprise par Mohamed el-Kebir, le fort est partiellement détruit. Sous l'occupation française, le fort de Santa Cruz, en partie détruit, est restauré par le génie militaire Français de 1856 à 1860. Le 6 octobre 1950, le fort est classé au titre des sites naturels.

## Description
Le fort est construit entre 1577 et 1604, occupe un emplacement stratégique. Les fortifications sont composées des murs épais et continus de plus de deux kilomètres et demi dans la circonférence, surmontée par de fortes tours espacées entre eux, avec un château central où le gouverneur espagnol a établi sa résidence.
Le fort est construit avec des materiaux et de l'eau portée en haut de la colline par l'aérage et des chemins difficiles. Il a été étendu à plusieurs reprises pour renforcer les fortifications en coupant profondément dans la colline, après des attaques répétées de la Régence d'Alger. Il y a une communication souterraine entre tous les forts, les galeries passant au-dessous de la ville montant et descendant les collines. La permission doit être obtenue pour explorer ce passage du Colonel d'Ingénieurs.

Vues du fort
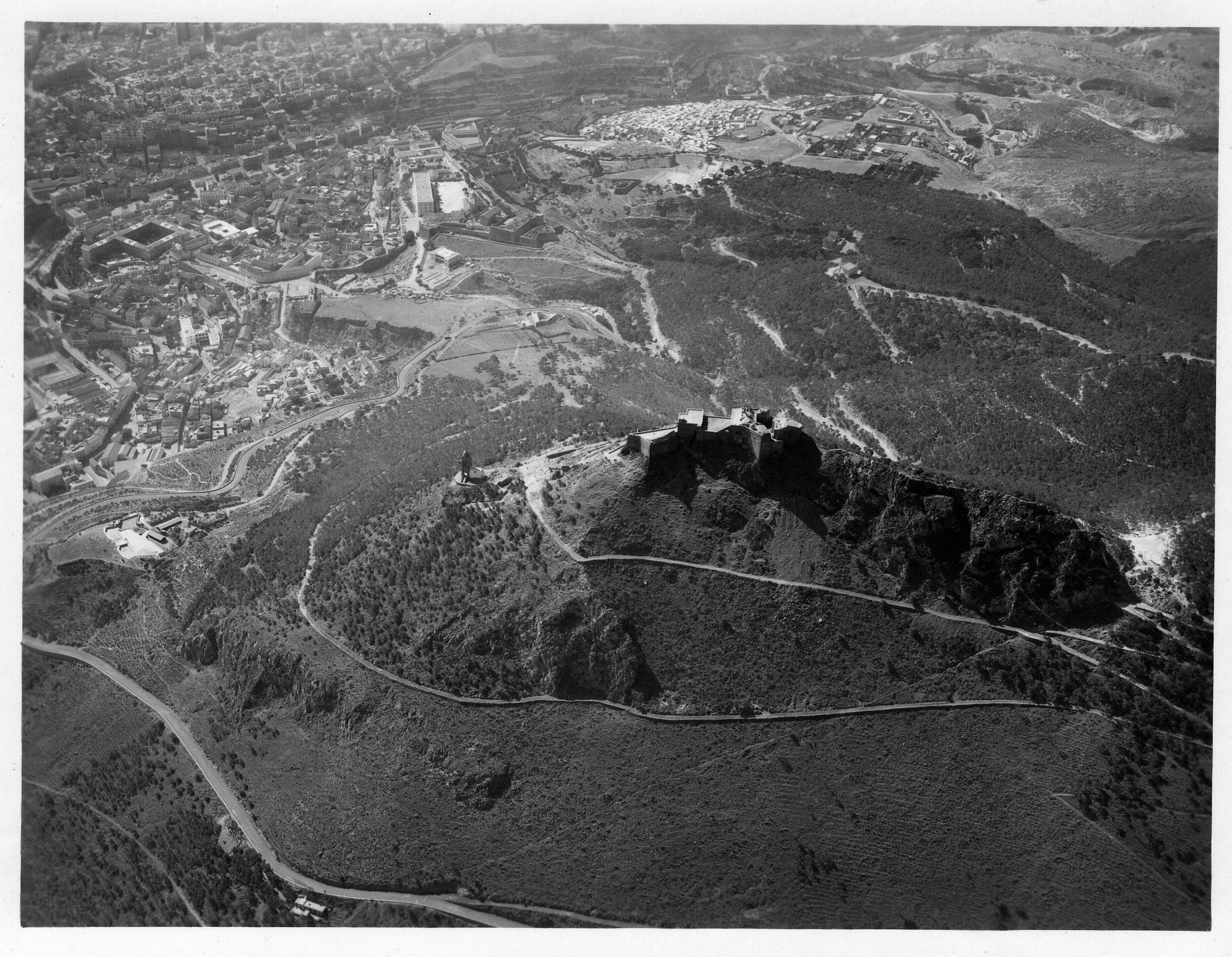
En 1942, vue aérienne du fort et de la chapelle.
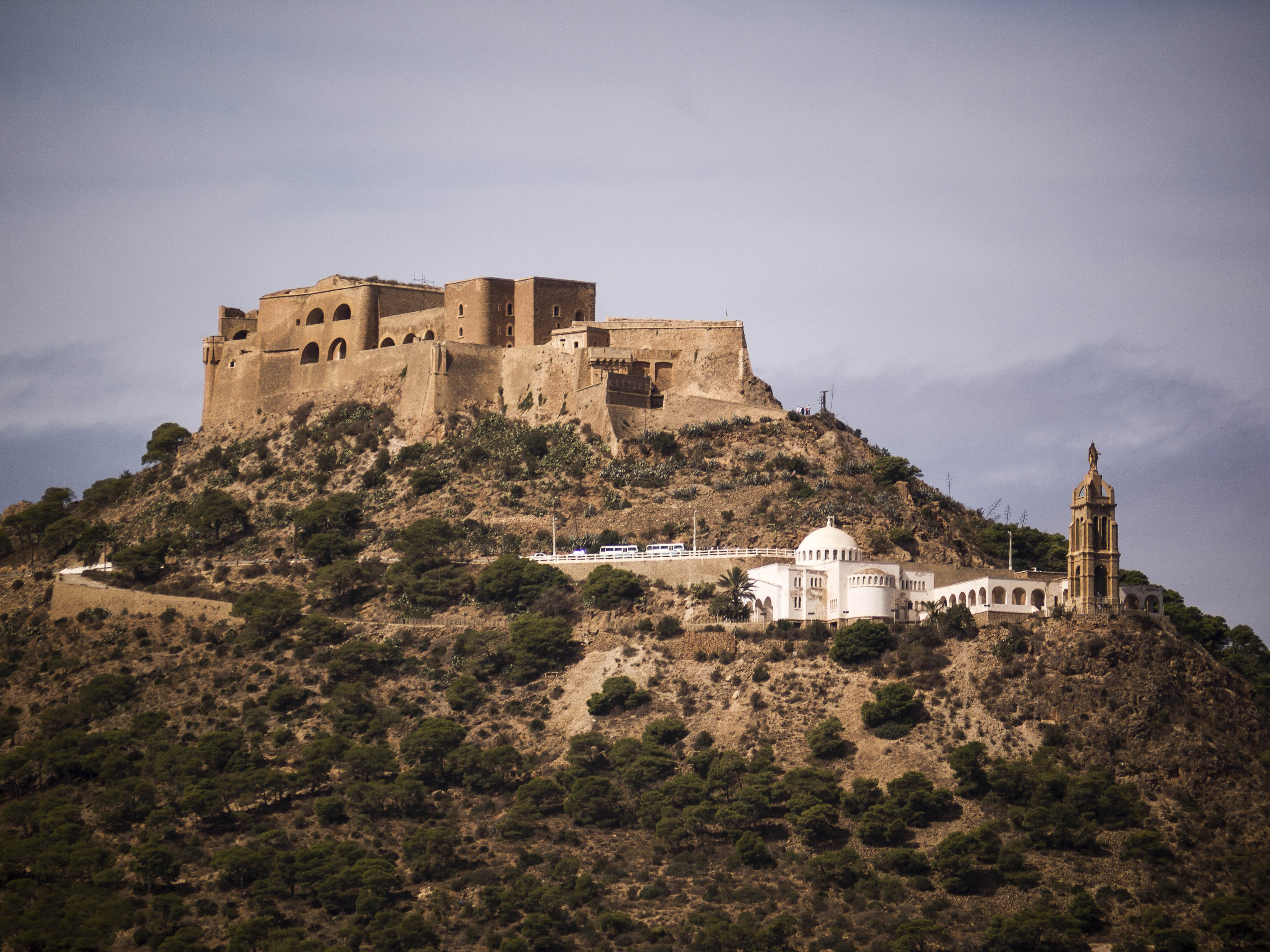
Le fort et le sanctuaire de Santa Cruz.
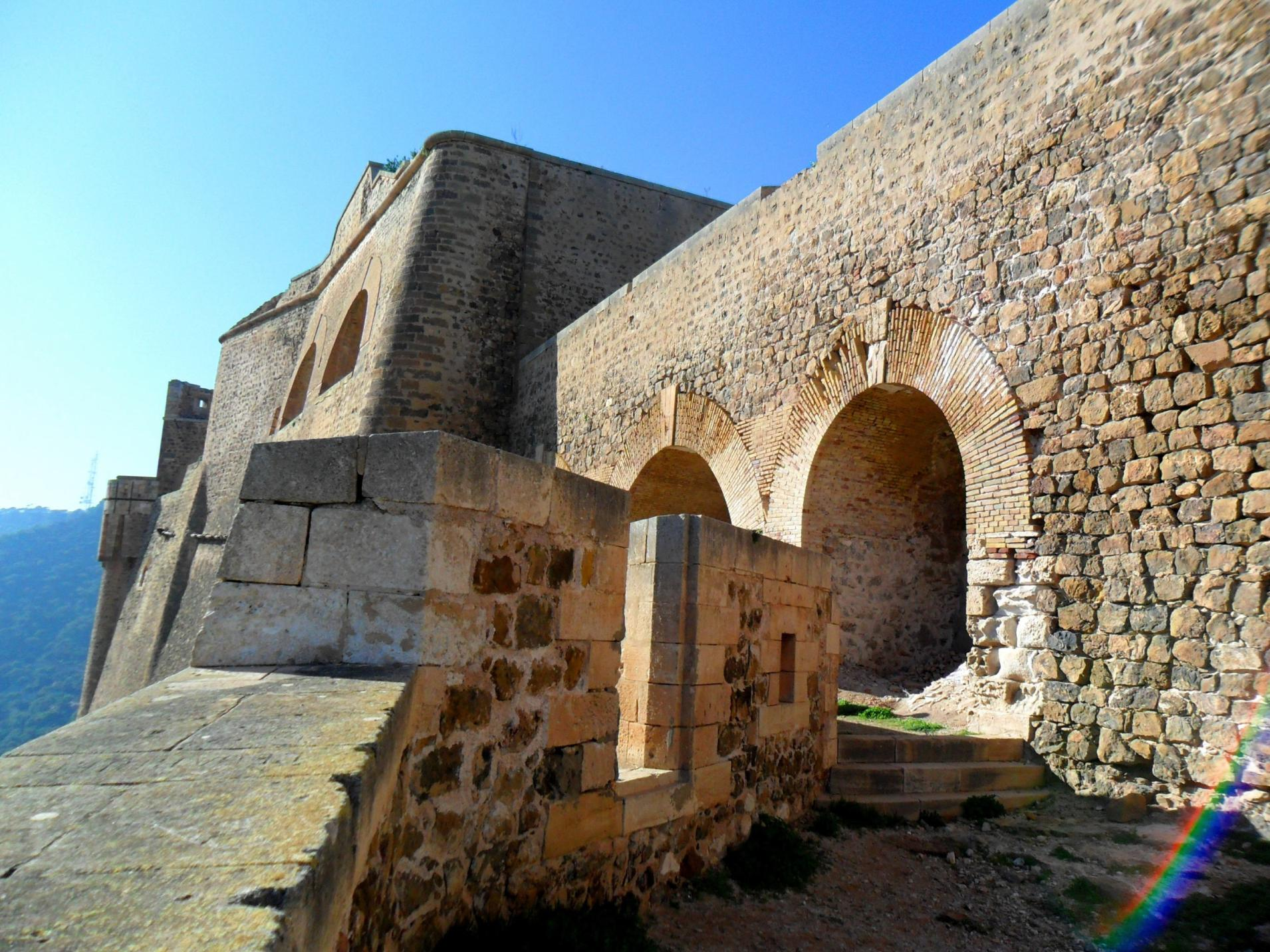
Remparts du fort de Santa Cruz.
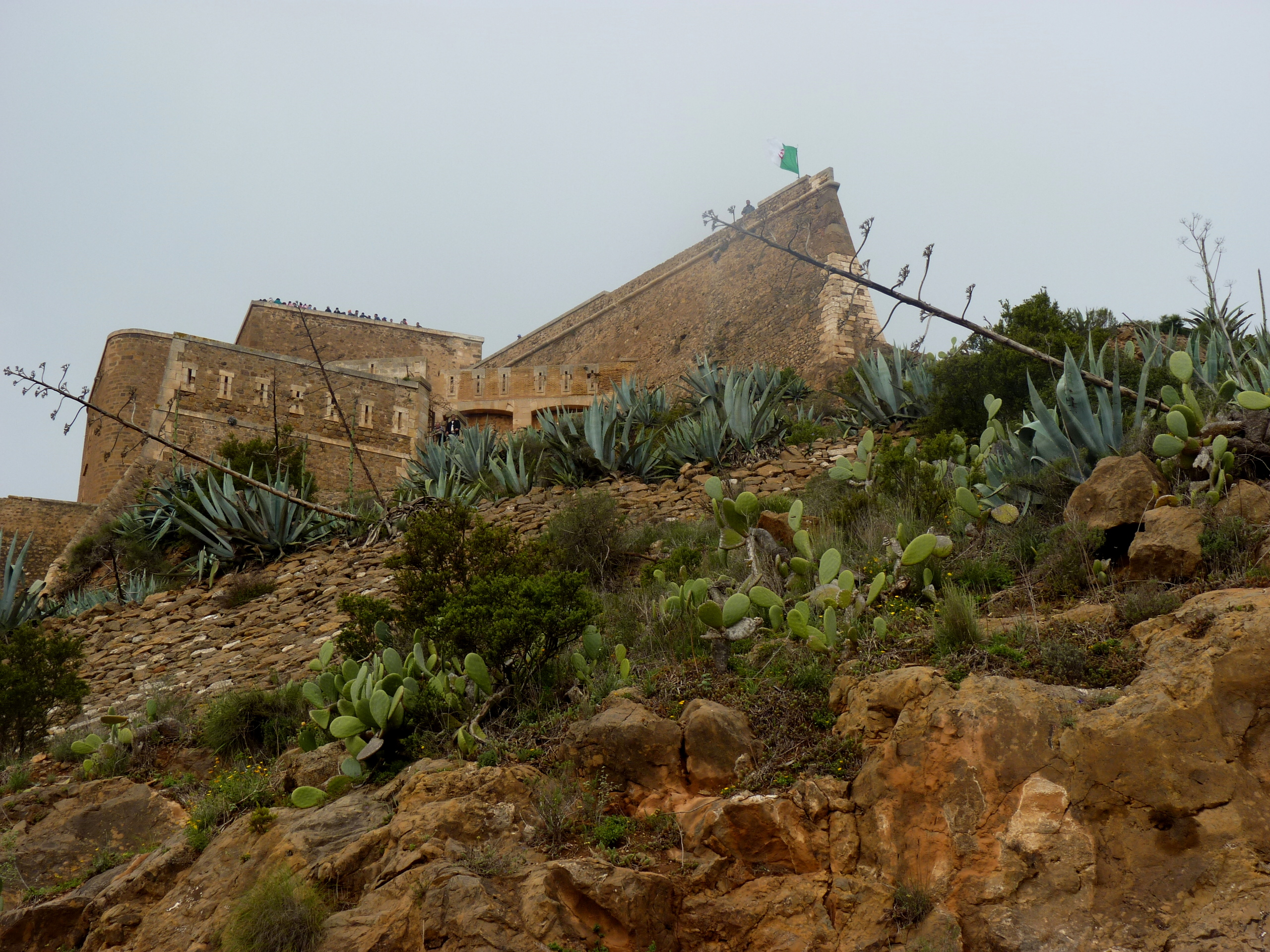
Front nord du fort.

## Accès
L'accès au fort de Santa-Cruz se fait par la route, en taxi ou en voiture individuelle. Une télécabine dessert le fort à proximité. Les visites sont payantes.